# Pyrrhopyge crista
Espèce
Pyrrhopyge crista est une espèce de lépidoptères (papillons) de la famille des Hesperiidae, de la sous-famille des Pyrginae, de la tribu des Pyrrhopygini et du genre Pyrrhopyge.

## Dénomination
Pyrrhopyge crista a été nommé par William Harry Evans en 1951.

### Nom vernaculaire
Pyrrhopyge crista se nomme Crista Firetip en anglais.

## Écologie et distribution
Pyrrhopyge crista est présent en Bolivie.

### Protection
Pas de statut de protection particulier.